# 牛久郵便局
牛久郵便局（うしくゆうびんきょく）は茨城県牛久市にある郵便局。民営化前の分類では集配普通郵便局であった。

## 概要
住所：〒300-1299 茨城県牛久市中央3-5-2

## 沿革
- 1872年（明治5年）旧7月 - 牛久郵便取扱所として開設[1]。
- 1875年（明治8年）1月1日 - 牛久郵便局（五等）となる。
- 1885年（明治18年）10月1日 - 貯金取扱を開始。
- 1890年（明治23年）12月21日 - 為替取扱を開始。
- 1961年（昭和36年）7月1日 - 岡田簡易郵便局から、郵便貯金、簡易保険、郵便為替の各業務を移管[2]。
- 1968年（昭和43年）6月18日 - 電話交換業務を土浦電報電話局に移管。
- 1982年（昭和57年）9月1日 - 和文電報配達業務を土浦電報電話局に移管。
- 1985年（昭和60年）7月1日 - 特定郵便局から普通郵便局に局種別改定。
- 1985年（昭和60年）8月12日 - 稲敷郡牛久町牛久から同町柏田に移転。
- 1999年（平成11年） - 外国通貨の両替および旅行小切手の売買に関する業務取扱を開始。
- 1999年（平成11年）11月1日 - 岡田簡易郵便局の一時閉鎖[3]に伴い、取扱事務を承継。
- 2003年（平成15年）3月24日 - 江戸崎郵便局および土浦南郵便局から集配業務の一部[4]を移管
- 2007年（平成19年）10月1日 - 民営化に伴い、併設された郵便事業牛久支店に一部業務を移管。
- 2012年（平成24年）10月1日 - 日本郵便株式会社の発足に伴い、郵便事業牛久支店を牛久郵便局に統合。

## 取扱内容
- 郵便、印紙、ゆうパック、内容証明
- 貯金、為替、振替、振込、国際送金、外貨両替・トラベラーズチェック、国債、投資信託
- 生命保険、バイク自賠責保険、自動車保険、変額年金保険、がん保険、引受条件緩和型医療保険
- ゆうちょ銀行ATM
- 牛久市内全域およびつくば市内の一部地域の集配業務
- ゆうゆう窓口

## 周辺
- 牛久市役所
- 牛久市立中央図書館
- 東洋大学附属牛久中学校・高等学校
- つくば開成高等学校
- 国道6号
- 国道408号

## アクセス
- JR常磐線 牛久駅（東口）から徒歩約14分
- 関鉄バス、牛久市コミュニティバス「かっぱ号」 牛久市役所停留所下車
- 首都圏中央連絡自動車道（圏央道） 牛久阿見ICから南西へ約4km
- 駐車場あり：16台